# ベントン郡 (アイオワ州)
ベントン郡 (ベントンぐん、英: Benton County) はアメリカ合衆国アイオワ州に位置する郡である。2000年現在、人口は25,308人である。ここの郡庁所在地はヴィントンである。この郡はミズーリ州選出アメリカ合衆国上院議員トーマス・ハート・ベントンの名を取って命名された。

## 地理
アメリカ合衆国統計局によると、この郡は総面積1,861 km2 (718 mi2) である。このうち1,855 km2 (716 mi2) が陸地で5 km2 (2 mi2) が水地域である。総面積の0.29%が水地域となっている。

### 隣接する郡
- ブラックホーク郡  (北西)
- ブキャナン郡  (北東)
- リン郡  (東)
- アイオワ郡  (南)
- タマ郡  (西)

## 人口動勢
2000年現在の国勢調査で、この郡は人口25,308人、9,746世帯、及び7,056家族が暮らしている。人口密度は14/km2 (35/mi2) である。6/km2 (14/mi2) の平均的な密度に10,377軒の住宅が建っている。この郡の人種的な構成は白人98.84%、アフリカン・アメリカン0.20%、先住民0.15%、アジア0.17%、太平洋諸島系0.02%、その他の人種0.11%、及び混血0.52%である。ここの人口の0.62%はヒスパニックまたはラテン系である。
この郡内の住民は27.40%が18歳未満の未成年、18歳以上24歳以下が6.80%、25歳以上44歳以下が29.30%、45歳以上64歳以下が21.10%、及び65歳以上が15.40%にわたっている。中央値年齢は37歳である。女性100人ごとに対して男性は100.00人である。18歳以上の女性100人ごとに対して男性は95.80人である。
この郡の世帯ごとの平均的な収入は42,427米ドルであり、家族ごとの平均的な収入は49,701米ドルである。男性は35,044米ドルに対して女性は23,978米ドルの平均的な収入がある。この郡の一人当たりの収入 (per capita income) は18,891米ドルである。人口の6.10%及び家族の4.60%は貧困線以下である。全人口のうち18歳未満の7.20%及び65歳以上の7.00%は貧困線以下の生活を送っている。

## 都市及び町
| - Atkins - Belle Plaine - Blairstown - Garrison | - キーストーン (Keystone) - Luzerne - Mount Auburn - Newhall | - ノルウェー (Norway) - シェルズバーグ (Shellsburg) - Urbana | - Van Horne - Vinton - Walford |